# North Vancouver (Distrikt)
North Vancouver ist eine Distriktgemeinde (district municipality) im Südwesten der kanadischen Provinz British Columbia. Sie liegt nordöstlich von Vancouver am Nordufer des Burrard Inlet, gehört zum Bezirk Metro Vancouver und bildet zusammen mit den Gemeinden North Vancouver und West Vancouver die Region North Shore (wörtlich: Nordufer).

## Geographie
Die Gemeinde umschließt die gleichnamige Stadt auf drei Seiten; sie wird begrenzt durch den Capilano River im Westen (benannt nach Joseph Capilano), den Indian Arm im Osten, den Burrard Inlet im Süden und die North Shore Mountains im Norden. Sie erstreckt sich in Ost-West-Richtung über die steilen Südhänge des Grouse Mountain, des Mount Seymour und weiterer Berge. Von den Berghängen fließen zahlreiche Bäche in den Burrard Inlet, darunter MacKay River, Mosquito River, Lynn River und Seymour River.
Es gibt kein eigentliches urbanes Zentrum, dafür aber mehrere Dienstleistungszentren. Von Ost nach West sind dies Edgemont Village, Upper Lonsdale, Lynn Valley, Main Street, Parkgate und Deep Cove. Die meisten Einwohner leben in Einfamilienhäusern. Von den älteren Ortskernen abgesehen ist das Gebiet erst seit den 1950er Jahren besiedelt worden. Am Ufer des Fjords befinden sich Gewerbezonen.
Der District of North Vancouver und die City of North Vancouver sind zwei selbstständige Gebietskörperschaften mit eigenen Bürgermeistern, Stadträten und Stadtwerken. Sie bilden jedoch einen gemeinsamen Schulbezirk und teilen sich eine Polizeistation der Royal Canadian Mounted Police. Die Distriktgemeinde zählt rund doppelt so viele Einwohner wie die Stadt, die Bevölkerungsdichte ist jedoch bedeutend geringer.

## Geschichte

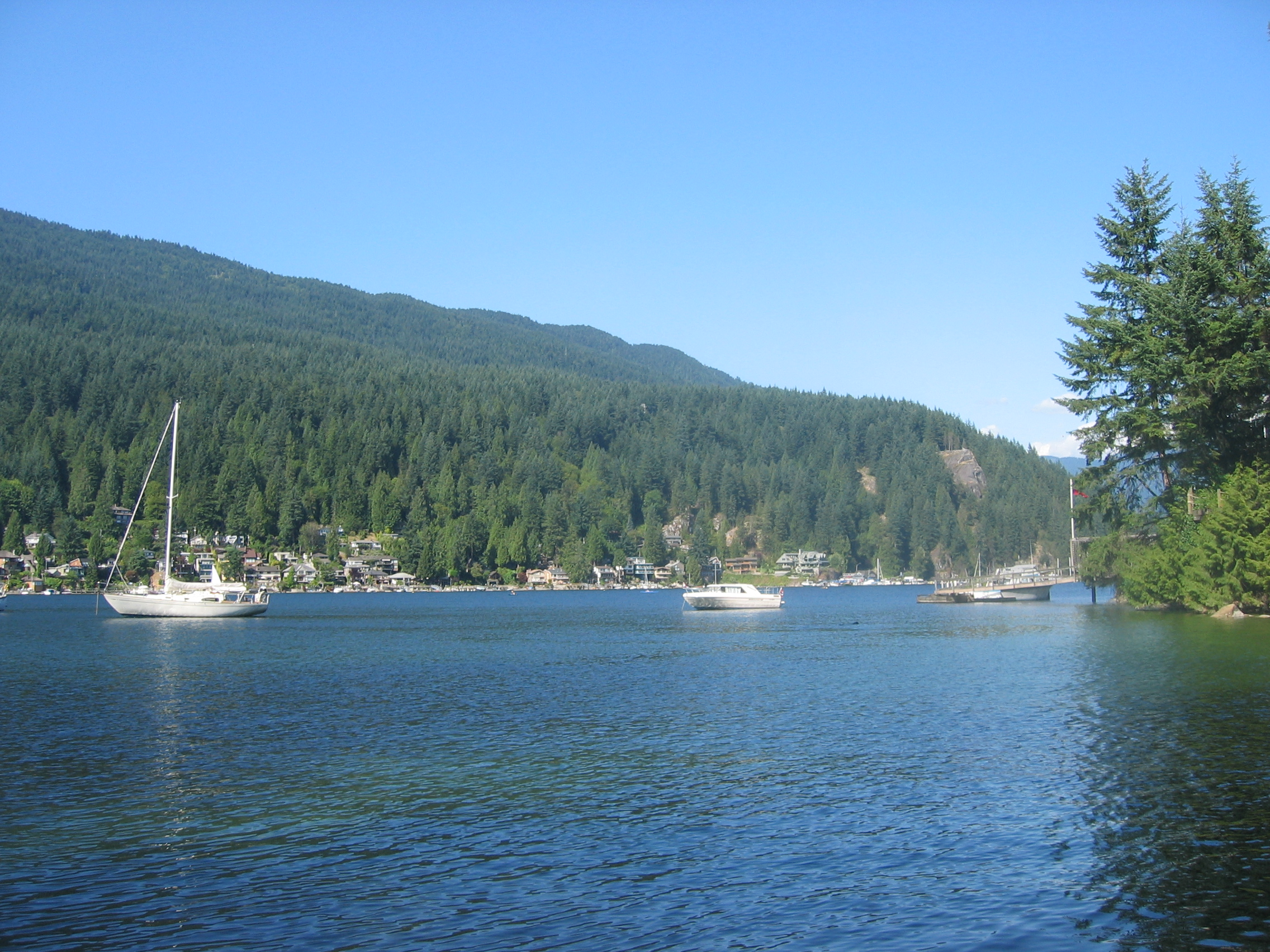
Deep Cove

Die Besiedlung durch Europäer setzte im Jahr 1862 ein, als Holzfäller begannen, in den unberührten Wäldern Bäume zu fällen, die dann auf Schiffe verladen wurden. Zuvor war das Gebiet traditionelles Jagd- und Siedlungsgebiet der First Nations gewesen, besonders vom Volk der Squamish. Sewell Moody errichtete 1865 ein mit Wasserkraft betriebenes Sägewerk. Am Nordufer des Burrard Inlet entwickelten sich mehrere Siedlungen, die erste hieß Moodyville. 1891 erfolgte die Gründung der Gemeinde North Vancouver. Nach einer schweren Finanzkrise wurde die Gemeinde im Jahr 1907 dreigeteilt; es entstanden die gleichnamige Stadt North Vancouver und West Vancouver.
Zu Beginn des 20. Jahrhunderts prägte ein Immobilienboom die Gegend, zu den Spekulanten zählte auch der britische Dichter Rudyard Kipling. 1906 nahm die Straßenbahn der British Columbia Electric Railway ihren Betrieb auf. Am Ufer entstanden Schiffswerften, die mittlerweile alle wieder eingegangen sind. Die Pacific Great Eastern Railway und die 1925 eröffnete Second Narrows Bridge stellten eine feste Verbindung nach Vancouver her.
Während der Weltwirtschaftskrise musste die Distriktgemeinde den Konkurs anmelden. Doch der Bau der Lions Gate Bridge im Jahr 1938 und die Kriegsschiffproduktion in den Werften während des Zweiten Weltkriegs führten zu einem erneuten Wirtschaftsaufschwung. Nach dem Krieg entwickelte sich die Region North Shore zu einer beliebten, landschaftlich reizvollen Wohngegend, aufgrund der größeren Landreserven verzeichnete die Distriktgemeinde jedoch ein bedeutend höheres Wachstum als die Stadt.

## Demographie
Der Zensus im Jahre 2016 ergab für den Bezirk eine Bevölkerungszahl 85.935 Personen, nachdem der Zensus im Jahr 2011 für den Bezirk noch eine Bevölkerungszahl von 84.412 Einwohnern ergeben hatte. Die Bevölkerung im Bezirk hat damit im Vergleich zum Zensus aus dem Jahr 2011 weit unterdurchschnittlich um nur 1,8 % zugenommen, während sie in der gesamten Provinz British Columbia zeitgleich nur um 5,6 % anwuchs.

## Wirtschaft und Verkehr
Die Industrie trieb zwar während des überwiegenden Teils des 20. Jahrhunderts die Entwicklung von North Vancouver voran, doch wurde diese allmählich durch Betriebe ersetzt, die in der Leichtindustrie tätig sind und hochtechnisierte Produkte herstellen. Die Gegend wird auch als Hollywood North bezeichnet, da hier zahlreiche Fernsehserien und Filme gedreht wurden. Beispielsweise entstanden hier fünf Staffeln der Serie Akte X.
Erschlossen wird die Gemeinde durch den Highway 1, einen autobahnähnlich ausgebauten Teil des Trans-Canada Highway. Er überquert von Vancouver her den Burrard Inlet über den Ironworkers Memorial Second Narrows Crossing und verläuft weiter nach West Vancouver. Im Auftrag der Verkehrsgesellschaft TransLink betreibt die Coast Mountain Bus Company mehrere Buslinien, die am SeaBus-Fährterminal Lonsdale Quay in der Stadt Vancouver ihren Ausgangspunkt haben. Ein weiteres Busunternehmen mit mehreren Linien ist West Vancouver Blue Bus.

## Sehenswürdigkeiten

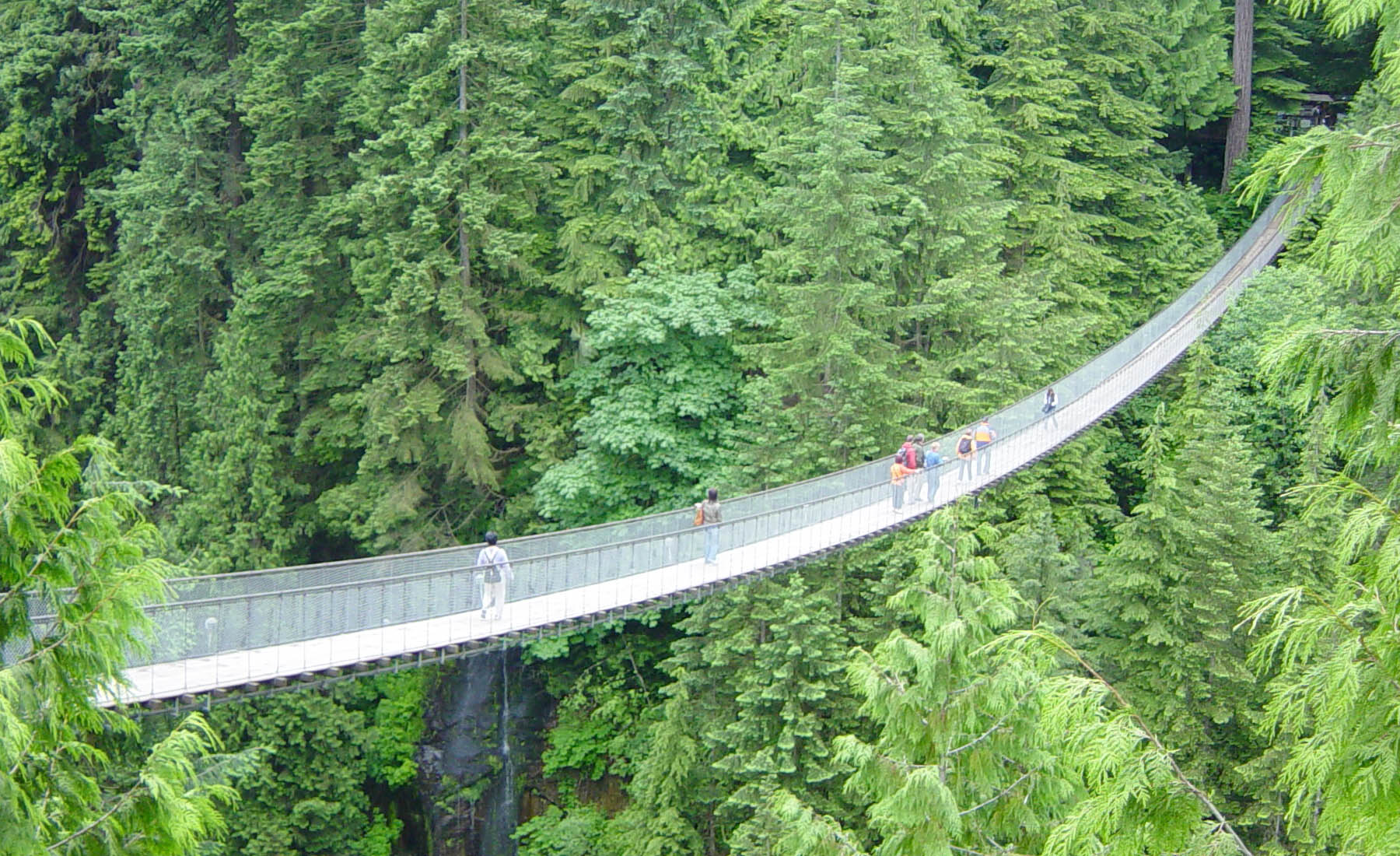
Capilano-Hängebrücke

- Die Capilano Suspension Bridge ist eine Seilbrücke und bringt Wanderer über den Capilano River hinweg zu zahlreichen Wanderwegen und einem Regenwaldpfad, der hoch über dem Boden in den Baumkronen verläuft.
- Die Lynn Canyon Suspension Bridge ist eine weitere Seilbrücke, die die tiefe Schlucht des Lynn River überquert.
- Grouse Mountain und der Mount Seymour Provincial Park sind beliebte Wintersport- und Wandergebiete, der Indian Arm Provincial Park ist ein beliebtes Wander- und Wassersportgebiet.
- Rund um den Cleveland-Damm erstreckt sich der Capilano River Regional Park mit weiteren Wanderwegen und einem Fischzuchtbetrieb.